# Grzegorz Wodzik
Grzegorz Wodzik pseud. Wyścig (ur. 1907 w Mszanie, zm. 24 kwietnia 1943 koło Pielgrzymki) – działacz polskiego, czechosłowackiego i węgierskiego ruchu komunistycznego, dowódca Okręgu Gwardii Ludowej Jasło i oddziału partyzanckiego GL.

## Życiorys
Syn nauczyciela wiejskiego, absolwent gimnazjum w Krośnie. Ok. 1928 roku wstąpił do KPP. Wkrótce odbywał służbę wojskową w Przemyślu i był wówczas sekretarzem nielegalnej komórki wojskowej KPP. Po dekonspiracji tej komórki uciekł z wojska i udał się do Czechosłowacji, gdzie działał w KPCz. Został aresztowany przez czechosłowacką policję i przekazany polskim władzom, po czym skazany na więzienie za działalność komunistyczną i dezercję. Po odbyciu kary wyjechał na Węgry, gdzie wstąpił do KPW. W 1930 udał się do ZSRR, gdzie do 1931 odbywał kursy Kominternu. Po powrocie do kraju w sierpniu 1931 został aresztowany i skazany na 4 lata więzienia za działalność komunistyczną. Po wyjściu z więzienia nadal działał w KPP, za co na początku 1939 został ponownie aresztowany i uwięziony. Wyszedł na wolność podczas wojny we wrześniu 1939 i osiadł na Rzeszowszczyźnie, gdzie 24 kwietnia 1941 został zatrzymany przez ukraińskich policjantów w służbie niemieckiej, jednak uciekł w drodze na posterunek i zaczął ukrywać się u działaczy komunistycznych w powiecie gorlickim. 
Na początku 1942 skontaktował się z Augustynem Micałem, wstąpił do PPR i GL i zaczął organizować ich placówki. W połowie 1942 utworzył grupę wypadową GL, której został dowódcą. W jej skład wchodzili głównie Łemkowie i zbiegli z niewoli jeńcy radzieccy. W tym czasie został dokooptowany do Komitetu Podokręgowego PPR Podkarpacie i mianowany dowódcą Podokręgu GL, a niedługo potem - Okręgu GL. Na początku 1943 przekształcił swoją grupę w oddział partyzancki. Na jego czele atakował mniejsze posterunki policji, gdzie zdobywał broń i amunicję, oraz mleczarnie i niszczył gminne dokumenty kontyngentowe. Wiele akcji wykonał wspólnie z grupą wypadową dowodzoną przez zbiegłego z niewoli oficera Armii Czerwonej "Wiktora". W kwietniu 1943, oddział został rozbity przez Niemców w czasie organizowania akcji na obóz w Rymanowie, celem uwolnienia jeńców radzieckich (2 partyzantów zginęło, ok. 10 dostało się do niewoli). Do rozbicia oddziału doszło w wyniku prowokacji agentów niemieckich. Wodzik zdołał uciec, jednak wkrótce został zabity przez oddział NSZ.

## Upamiętnienie
W 1968 w Pielgrzymce odsłonięto pomnik upamiętniający Grzegorza Wodzika.